# WTA Challenger Warschau
Das WTA Challenger Warschau (offiziell: Polish Open) ist ein Tennisturnier der WTA Challenger Series, das 2023 in der polnischen Stadt Grodzisk Mazowiecki ausgetragen wurde und seit 2024 in Warschau auf dem Gelände des Legia Tennis Centre auf Hartplatz ausgetragen wird.

## Siegerliste

### Einzel
| Jahr | Siegerin           | Finalgegnerin     | Ergebnis      |
| ---- | ------------------ | ----------------- | ------------- |
| 2023 | Dajana Jastremska  | Greet Minnen      | 2:6, 6:1, 6:3 |
| 2024 | Alycia Parks       | Maya Joint        | 4:6, 6:3, 6:3 |
| 2025 | Kateřina Siniaková | Viktorija Golubic | 6:1, 6:2      |

### Doppel
| Jahr | Siegerinnen                         | Finalgegnerinnen                | Ergebnis  |
| ---- | ----------------------------------- | ------------------------------- | --------- |
| 2023 | Katarzyna Kawa Elixane Lechemia     | Naiktha Bains Maia Lumsden      | 6:3, 6:4  |
| 2024 | Weronika Falkowska Martyna Kubka    | Céline Naef Nina Stojanović     | 6:4, 7:65 |
| 2025 | Weronika Falkowska Dominika Šalková | Isabelle Haverlag Martyna Kubka | 6:2, 6:1  |